# Улікотен
Улікотен (нід. Ulicoten) — село в нідерландській провінції Північний Брабант на кордоні із Бельгією. Входить до муніципалітету Барле-Нассау.
Його площа становить 21,30 км², а населення станом на 2021 рік складало 1 090 осіб.
Перша згадка про населений пункт датується 1422 роком.

## Галерея

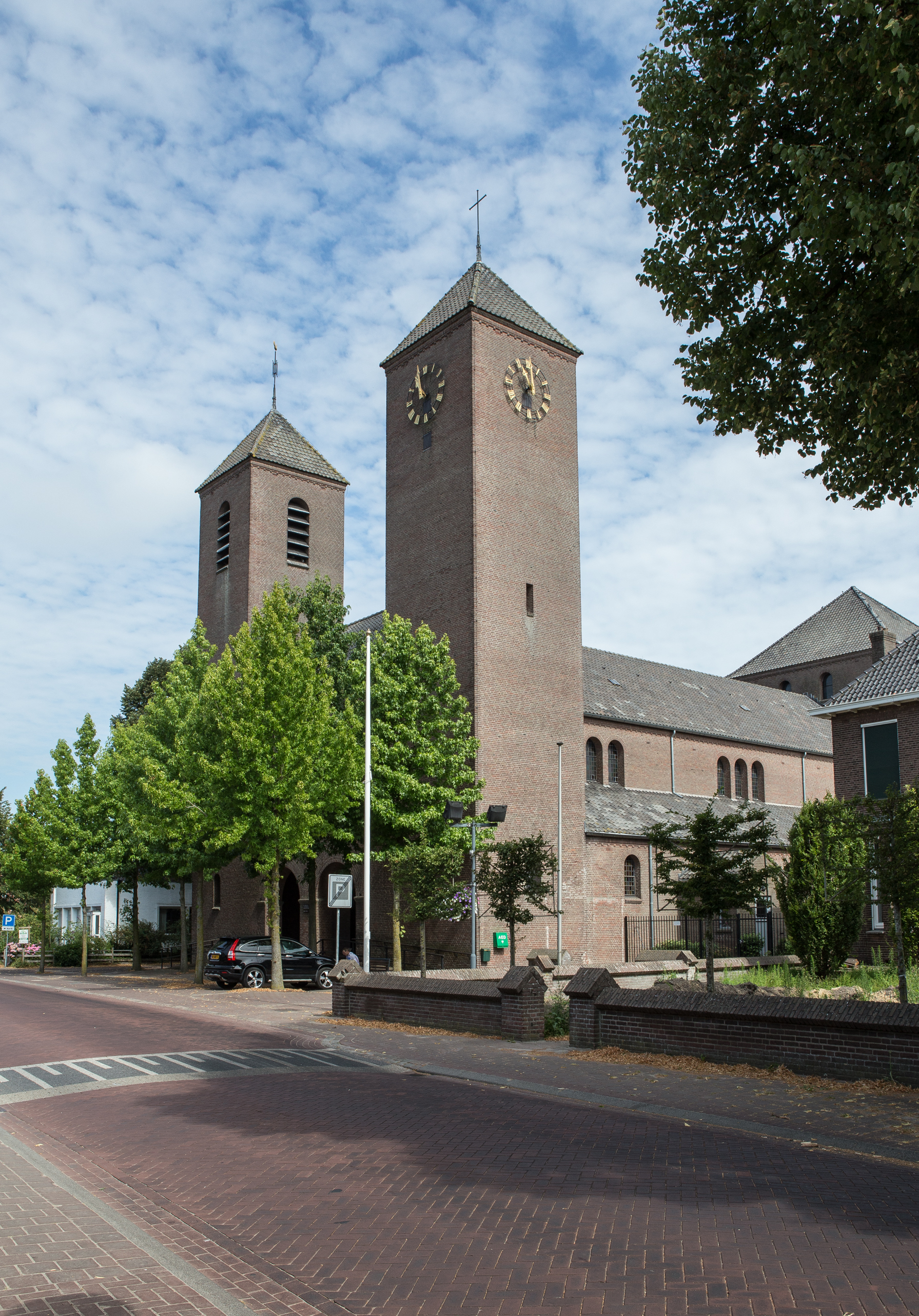
Католицька церква
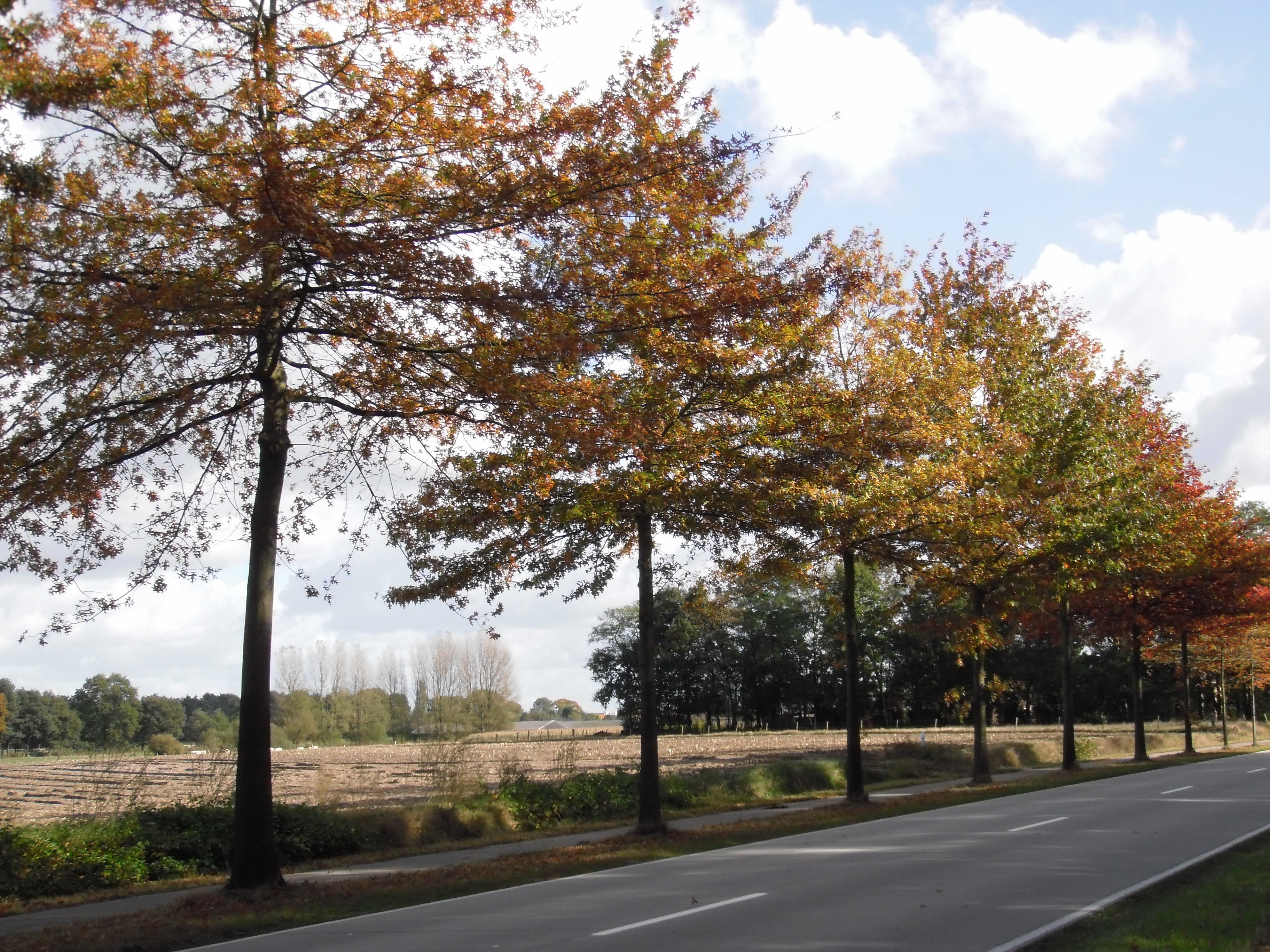
Вулична панорама